# Golpe de Estado en Tailandia de 2006
El golpe de Estado en Tailandia de 2006 tuvo lugar el 19 de septiembre de dicho año y fue liderado e iniciado por unidades militares pertenecientes a fuerzas especiales del Real Ejército Tailandés durante la ausencia del primer ministro, Thaksin Shinawatra, quien se encontraba en las Naciones Unidas, y después de una lenta crisis larvada desde enero por las controvertidas operaciones financieras de la familia de Thaksin. El golpe de Estado se produjo un mes antes de la celebración de las elecciones generales previstas para el 15 de octubre. La junta militar, encabezada por el general Sonthi Boonyaratglin, derogó la Constitución, disolvió la Asamblea Nacional y la Corte Constitucional, decretó la ley marcial, prohibió las actividades políticas en todo el país, incluida la creación de nuevos partidos y decretó la censura de prensa con la intervención de los medios de comunicación y el bloqueo de Internet.
Los golpistas declararon su lealtad al rey Bhumibol Adulyadej y crearon un Consejo para la Reforma Democrática bajo la Monarquía Constitucional que asumió los poderes ejecutivos y legislativos y que fue reconocido oficialmente el 22 de septiembre como «gobierno provisional» por el Rey.
Entre las demás medidas adoptadas por las autoridades militares se sucedieron la creación de una Comisión Anticorrupción dirigida por el presidente del Tribunal Supremo de Tailandia que investigaría las operaciones económicas y financieras del gabinete depuesto y de sus familiares, con capacidad para formular acusaciones y requisar bienes. Se detuvo a varios ministros que permanecían en el país, así como a dirigentes del partido del primer ministro, Thai Rak Thai.
La comunidad internacional reaccionó condenando el golpe de Estado de manera casi generalizada, aunque con distintos matices. Estados Unidos, la Unión Europea y Rusia se mostraron contrarios y solicitaron el inmediato restablecimiento de la legalidad y el regreso a la democracia; China manifestó que, de conformidad con su política de no injerencia, no se pronunciaba sobre la situación; las Naciones Unidas, a través de su secretario general, Kofi Annan, pidieron el retorno a la normalidad democrática.
La Bolsa de Nueva York y otras de la zona asiática reaccionaron con bajas generalizadas en el primer día del golpe de Estado, aunque se estabilizaron a lo largo de la semana siguiente. El Fondo Monetario Internacional y el Banco Mundial mostraron su preocupación aunque descartaron un impacto notable sobre la economía de la zona.
Las organizaciones de derechos humanos como Human Rights Watch, la Comisión Asiática de Derechos Humanos y Amnistía Internacional criticaron con dureza el golpe y la consecuente limitación de derechos fundamentales como la libertad de prensa y la libertad de expresión.
En el ámbito interno, los resultados de las encuestas elaboradas los días inmediatamente posteriores a la asonada, mostraron un masivo apoyo de la población a la misma. No obstante, también se produjeron manifestaciones limitadas a la capital, Bangkok. Activistas procedentes de distintas universidades contrarios al golpe, pero también al propio Thaksin, se opusieron a la sublevación y a los recortes de las libertades públicas. La economía tailandesa se vio afectada por un descenso continuado de la bolsa de valores de Bangkok desde el día 21 de septiembre y la depreciación de la moneda local, el baht, si bien los analistas destacaron que la situación solo mantendría efectos negativos en el cuarto trimestre del año 2006, esperando que fuera menor que en anteriores crisis políticas en el país. Todas las previsiones apuntaban a una recuperación en 2007.
El 1 de octubre se aprobó una Constitución provisional que fue firmada y ratificada por el Rey y se nombró primer ministro interino al general retirado, Surayud Chulanont, que dirigió el gobierno provisional en Tailandia.

## Acontecimientos

### Rumores previos sobre el golpe de Estado
Los días y meses anteriores al golpe de Estado —desde la celebración de las elecciones de 2 de abril, más tarde invalidadas por los tribunales— los rumores acerca de una posible intentona militar se sucedieron. En mayo, el general Sonthi Boonyaratglin aseguró que los militares no intervendrían en la situación política. El 20 de julio, un centenar de oficiales leales al primer ministro Thaksin, que le manifestaron su adhesión, fueron reasignados a otros destinos por el Alto Mando, lo que acentuó las sospechas de que se estaba dividiendo a los miembros según su lealtad al Gobierno. En agosto, se supo de movimientos de tanques cerca de Bangkok, pero los militares indicaron que eran simples ejercicios rutinarios. A principios de septiembre, la policía detuvo a cinco militares tras interceptar a uno de ellos con una bomba en el interior de un vehículo. El mismo 14 de septiembre, el general Sonthi reiteró su posición contraria a la intervención militar.

### 19 de septiembre
- Entre las 18:30 y las 21:00, hora local, unidades de los Cuerpos Especiales del Ejército Tailandés procedentes de la II Región Militar, se dirigieron desde la provincia de Lopburi a Bangkok.

- Alrededor de las 21:30 horas, la radio estatal interrumpió sus emisiones en la capital, y el canal 5 de televisión, regido por el Ejército, sustituyó la programación habitual por imágenes de archivo de la Familia Real Tailandesa y música.[4] Inmediatamente después, la programación en los otros cuatro canales de ámbito nacional fueron suspendidas. Al mismo tiempo, se extendieron los rumores de que el vice primer ministro, Chitchai Wannasathit, y el ministro de Defensa, Thamarak Isarangura, habían sido detenidos.

- A las 21:40 horas, comandos del Ejército llegaron a la residencia del primer ministro Thaksin Shinawatra al tiempo que carros de combate se desplegaban y tomaban posiciones en la capital y sus alrededores. Una decena de tanques rodeó la sede del Gobierno y unidades de infantería la ocuparon.

- Entre las 22:15 y las 23:00 horas el primer ministro, que se encontraba en Nueva York asistiendo a la Asamblea General de las Naciones Unidas, decretó por teléfono el estado de emergencia y ordenó la destitución del Comandante en Jefe del Ejército, quien estaba dirigiendo el golpe, general Sonthi Boonyaratglin. Éste a su vez asumió de facto el gobierno, declaró la ley marcial, revocó la Constitución vigente desde 1997, disolvió la Asamblea Nacional de Tailandia y el Tribunal Supremo.[5]

- En un intento por frenar el golpe, tropas leales al primer ministro Thaksin tomaron posiciones en otros edificios gubernamentales aunque finalmente no prestaron oposición a los sublevados.[6]

- A las 23:00 horas, la Comandancia Suprema de las Reales Fuerzas Armadas, siguiendo órdenes del general Ruangroj Mahasaranon, ordenó a todas las unidades, poco antes de interrumpir la programación de su canal de televisión, que estuvieran atentas al anuncio oficial que se hizo público pocos minutos después:

«El comandante de las Fuerzas Armadas y el comandante de la Policía Nacional han tomado con éxito Bangkok y los alrededores para mantener la paz y el orden. No ha habido ningún enfrentamiento. Pedimos la cooperación del pueblo y vuestro perdón por los inconvenientes»

Poco después se amplió el comunicado para justificar el golpe de Estado:

«Ha habido una división social como nunca antes. Cada parte ha tratado de conquistar a la otra por todos los medios posibles y la situación tiende a empeorar a causa de las dudas sobre la Administración en medio de la extendida corrupción. Las unidades del Estado y las organizaciones independientes han sido políticamente incapaces de prestar sus servicios como específica la Constitución»

Desde el inicio de las operaciones militares a las 18:30, hasta la toma de la capital, el control de las instituciones públicas y la comunicación a la población del golpe de Estado pasaron, aproximadamente, cuatro horas y media.
Se creó un Consejo para la Reforma Democrática bajo la Monarquía Constitucional (posteriormente denominado únicamente Consejo para la Reforma Democrática para evitar suspicacias con respecto a la situación de la Monarquía) ante el que debían presentarse el día siguiente todas las altas autoridades de los ministerios y funcionarios de mayor rango, y que asumía el poder ejecutivo colegiado hasta la transición política. El portavoz del Ejército comunicaba que el general Sonthi asumía todas las facultades como primer ministro interino.
Según diversas fuentes, ese mismo día los jefes de los tres ejércitos (Tierra, Aire y Armada) se reunieron con el Rey para proponer un gabinete con el general Surayud Chulanont, hombre de la total confianza del consejero real Prem Tinsulanonda, como primer ministro interino.

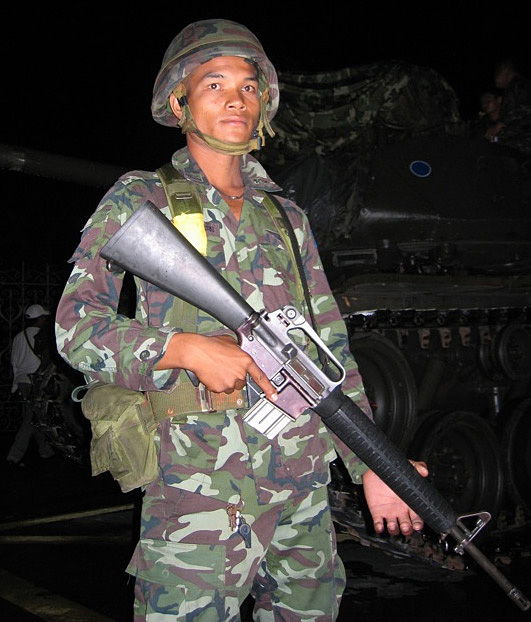
Un soldado tailandés armado.

### 20 de septiembre
Durante la madrugada del 19 al 20 de septiembre se emitió un tercer comunicado del Consejo para la Reforma Democrática en el que se decretaba, ahora de forma colegiada, la ley marcial, se disolvía el Parlamento y el Tribunal Constitucional, se abolía la Constitución de 1997 y se confirmaba la detención de los ministros Chitchai y Thammarak.
En la mañana del miércoles, 20 de septiembre, las páginas web de los diarios más importantes del país (Bangkok Post, The Nation y Thai Rath) daban la noticia del golpe de Estado con aparente normalidad de funcionamiento (Bangkok Post y The Nation mantenían duras críticas periodísticas al gobierno de Thaksin). La web de Daily News en Tailandia incluía una amplia cobertura gráfica de las operaciones militares, lo que sugería en un primer momento que no había sido impuesta censura de prensa. Horas más tarde, sin embargo, los canales de noticias de medios en inglés, como CNN y BBC, no pudieron seguir informando a la población tailandesa y todos los medios del país fueron sometidos a censura.
El general Sonthi aseguró por la mañana, durante una conferencia televisiva, que la duración del nuevo gobierno sería de tan solo dos semanas, tiempo en el que se elaboraría una nueva Constitución, aunque no especificó en qué sentido. Afirmó que, al término de dicho plazo, se daría paso a un gobierno provisional por determinar y que quedaba suspendida por un año la celebración de elecciones generales prevista para el 15 de octubre. Sonthi explicó que las funciones ejecutivas las ejercería el nuevo Consejo de Reforma Administrativa que él mismo presidía y anunció que el anterior primer ministro, «podría ser perseguido por la justicia».
Al tiempo que se comunicaban a la población las primeras medidas del Consejo y la intención del mismo de permanecer solo dos semanas en el poder, se sugirió desde The Nation y otros medios, que el gobernador del Banco de Tailandia, Pridiyathorn Devakula, que se encontraba en Singapur en una reunión del Fondo Monetario Internacional, podía haber aceptado ser el Jefe del Gobierno provisional.
En el transcurso de la mañana, el rey Bhumibol Adulyadej, mostró por medio de un anuncio televisivo de su portavoz, su respaldo al líder del golpe en los siguientes términos:

«Con el objetivo de crear paz en el país, el rey nombra al general Sonthi Boonyaratglin como cabeza del Consejo Administrativo para la Reforma. Toda la gente debe permanecer en calma y los servidores públicos deben escuchar las órdenes del general Sonthi Boonyaratglin»

Esa tarde el general Sonthi anunció que había sido nombrado oficialmente por el Rey como Jefe del Consejo para la Reforma Democrática, prometiendo la restauración de la democracia.
También por la tarde el depuesto primer ministro Thaksin voló de Nueva York a Londres, para instalarse en su residencia de Kensington. Antes de partir declaró que no esperaba estos acontecimientos y que había llegado a Estados Unidos como primer ministro y partía como desempleado.

### 21 de septiembre

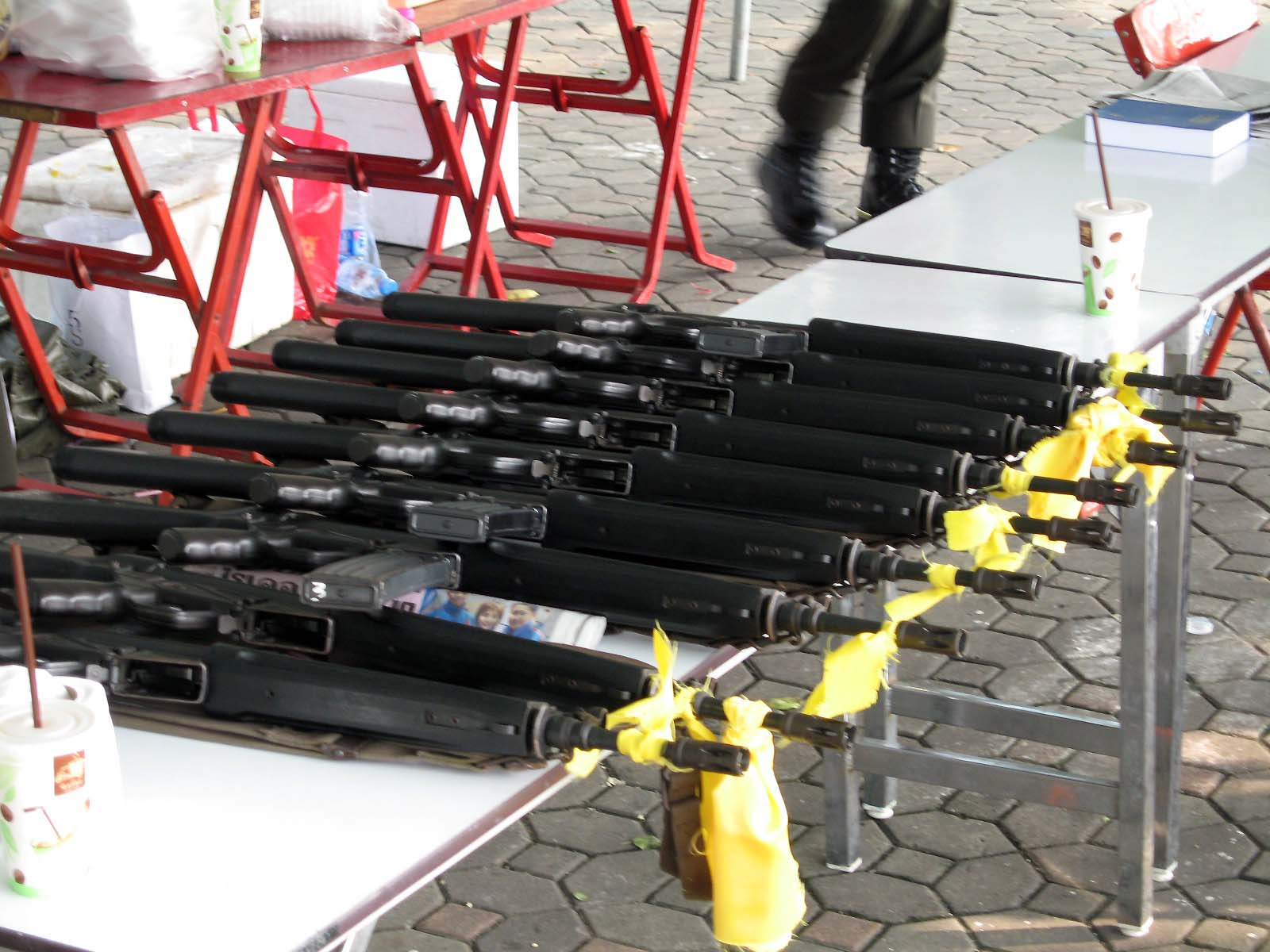
Lazos amarillos (color símbolo del rey Bhumibol) adornan la boca de los fusiles de los soldados.

Después de la jornada festiva del día anterior, decretada por la Junta Militar, los comercios, entidades financieras, empresas y transportes internacionales funcionaban con normalidad. El Ejército redujo su presencia en las calles de Bangkok, y en los alrededores de la residencia del primer ministro solo permanecían cuatro carros de combate de la decena del día anterior.
La Junta Militar prohibió todas las actividades políticas, así como la creación de nuevos partidos de cualquier signo u orientación.
El Consejo destituyó y ordenó el arresto del director de los servicios de inteligencia, del subjefe de la policía nacional y del tercer oficial en el escalafón policial; comunicó la detención del secretario del gabinete del derrocado primer ministro y mandó que acudieran a la sede del Consejo situada en la sede del Alto Mando los ministros Newin Chidchob y Yongyuth Tiyapairat. De la misma forma, la Junta Militar consideró que disponía de facultades para la promulgación de leyes, con lo que asumió el poder legislativo del disuelto Parlamento.

«En el interés del país, dado que ya no hay Cámara de Diputados ni Senado, las leyes que requieran ser adoptadas por la Cámara de Diputados y por el Senado serán promulgadas» (por el Consejo Administrativo para la Reforma)

Desde Londres, el primer ministro depuesto instó a la convocatoria de elecciones generales cuanto antes: «Esperamos que el nuevo régimen prepare sin demora nuevas elecciones generales y que preserve los principios de la democracia» y aseguró desconocer en los días previos al 19 de septiembre que se preparaba un golpe de Estado.

## El papel del Rey

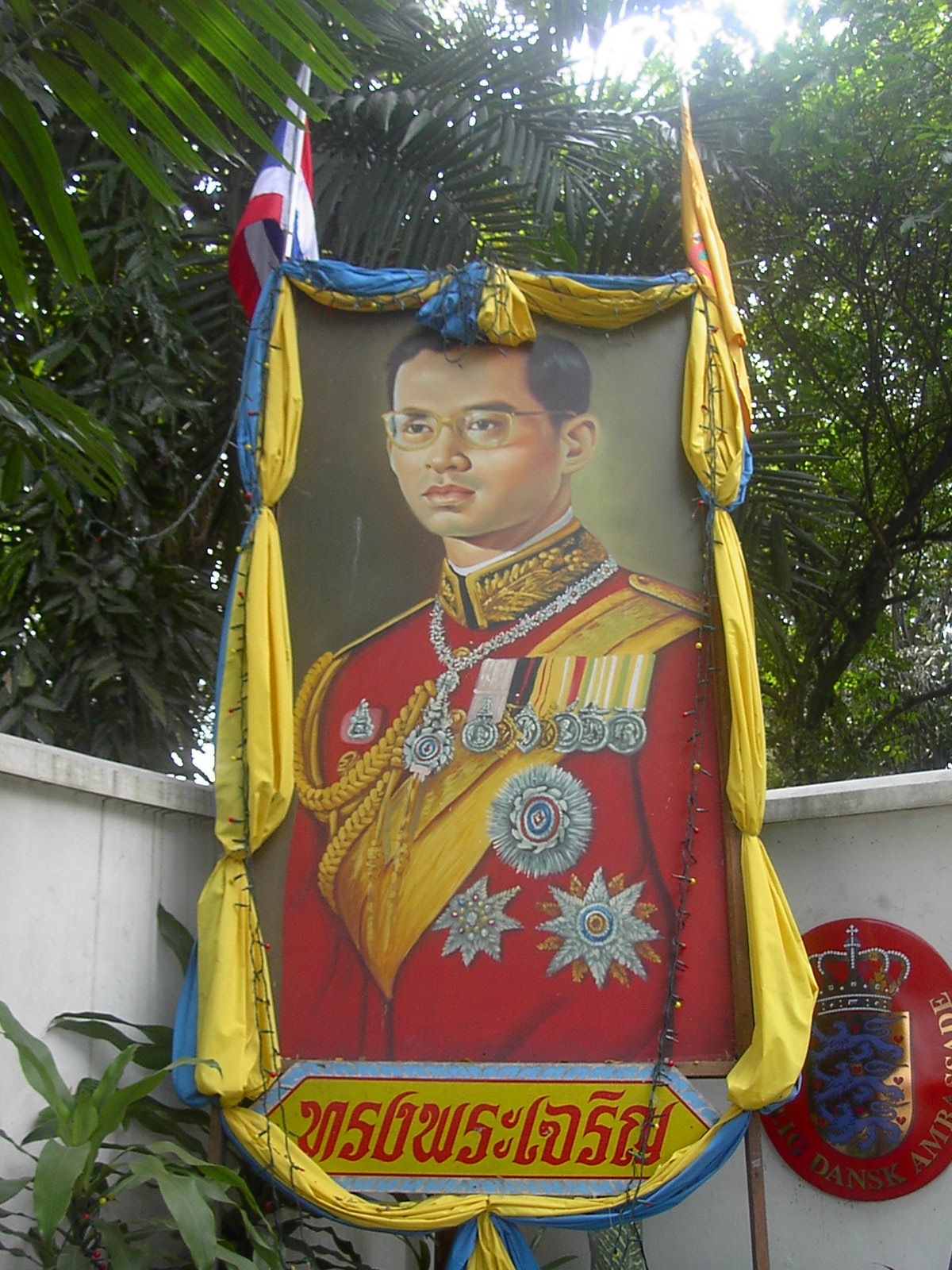
Efigie del rey Bhumibol Adulyadej. Su apoyo al golpe de Estado legitimó al régimen militar.

La mayoría de los medios de comunicación internacionales sostuvieron que el Rey Bhumibol tuvo conocimiento previo del golpe de Estado. Entre los argumentos hechos valer para mantener dicha opinión destacaban que el día 18 de septiembre el Rey se había reunido con oficiales de las Fuerzas Especiales que, procedentes de la provincia de Lopburi, fueron las que llevaron a cabo el golpe al día siguiente.
También los términos del comunicado del Rey de legitimación del general Sonthi como jefe del Consejo golpista, usando los poderes extraordinarios que como monarca le concedía la constitución, y animando a la población a seguir las instrucciones de los golpistas, reforzaron el parecer de connivencia del monarca, que se acentuó el día 22 de septiembre al nombrar a la junta militar como «gobierno provisional» mediante decreto real y sin haber realizado manifestación alguna contraria al golpe. Sin embargo, no existen evidencias que puedan demostrar sin lugar a dudas el apoyo previo del monarca al golpe de Estado.
Muchos analistas tailandeses consideraron, como hizo Thitinan Pongsudhirak de la Universidad de Chulalongkorn, que el papel del Rey fue determinante en la crisis, eligiendo la opción menos perjudicial una vez el ejército estaba dispuesto a tomar el poder. «La gente quería a Thaksin, pero ama al rey», manifestó. En el mismo sentido, Sulak Sivaraksa, un conocido crítico social, dijo que «sin su participación (la del rey), el golpe hubiera sido imposible».
Durante su reinado, el Rey Bhumibol intervino directamente en las protestas de los estudiantes de 1973, permitiéndoles entrar en el Palacio Real y nombrando rector de la universidad al entonces primer ministro. También hizo valer su autoridad apoyando el golpe militar de 1992. Cuando la situación social debilitó la dictadura el Rey convocó en audiencia oficial, retransmitida por las cámaras de televisión en directo, al líder de la oposición y el general golpista Suchinda Kraprayoon. En la retransmisión se apreció como Kraprayoon se arrodillaba ante el Rey. Al día siguiente, dimitió.

## Antecedentes

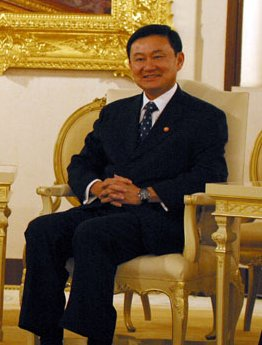
El derrocado Thaksin Shinawatra durante una visita a Estados Unidos.

En enero de 2006, Ample Rich, una compañía registrada en las Islas Vírgenes Británicas propiedad del hijo e hija mayor de Thaksin, y miembros de familia Damapong (familia de la esposa Thaksin) vendieron el 49,6% de las acciones de Shin Corporation. La venta se realizó a la compañía Temasek Holdings, propiedad pública del Gobierno de Singapur. Temasek hizo uso de testaferros locales para adquirir estas y más acciones, pues la legislación tailandesa no permitía la enajenación de una cantidad igual o superior al 50% de las acciones de empresas locales. Además, la venta, por un valor de 1.880 millones de dólares se realizó sin mostrar ganancias de capital, aplicándose la exención total de impuestos derivados de la transmisión. Las protestas se sucedieron al conocerse los hechos y el amplio beneficio fiscal que se deducía de la enajenación. Shinawatra decidió entonces disolver el Parlamento en febrero y convocar elecciones para el 2 de abril. El boicot de la oposición a las elecciones se basó en que la propuesta electoral de Shinawatra trataba, a su juicio, de dar validez a las ventas y exenciones ilegales que directamente le afectaban. Presentado recurso, el Tribunal Constitucional resolvió el 8 de mayo anular el resultado y fijar para el 15 de octubre nueva convocatoria electoral.
A todo ello se sumó en la crisis la decisión del primer ministro de destituir al comandante de la región de Bangkok para nombrar a un compañero de promoción, dentro de un conjunto de cambios que se sucedieron en una pugna entre el primer ministro y el Alto Mando.
El último golpe de Estado en Tailandia había tenido lugar en 1992, contra el gobierno del primer ministro Chatichai Choonhavan, pero a partir de la matanza al año siguiente de activistas partidarios de la democratización, los militares fueron apartándose gradualmente de la política

## Situación política interna

### Reacciones públicas

#### Apoyos

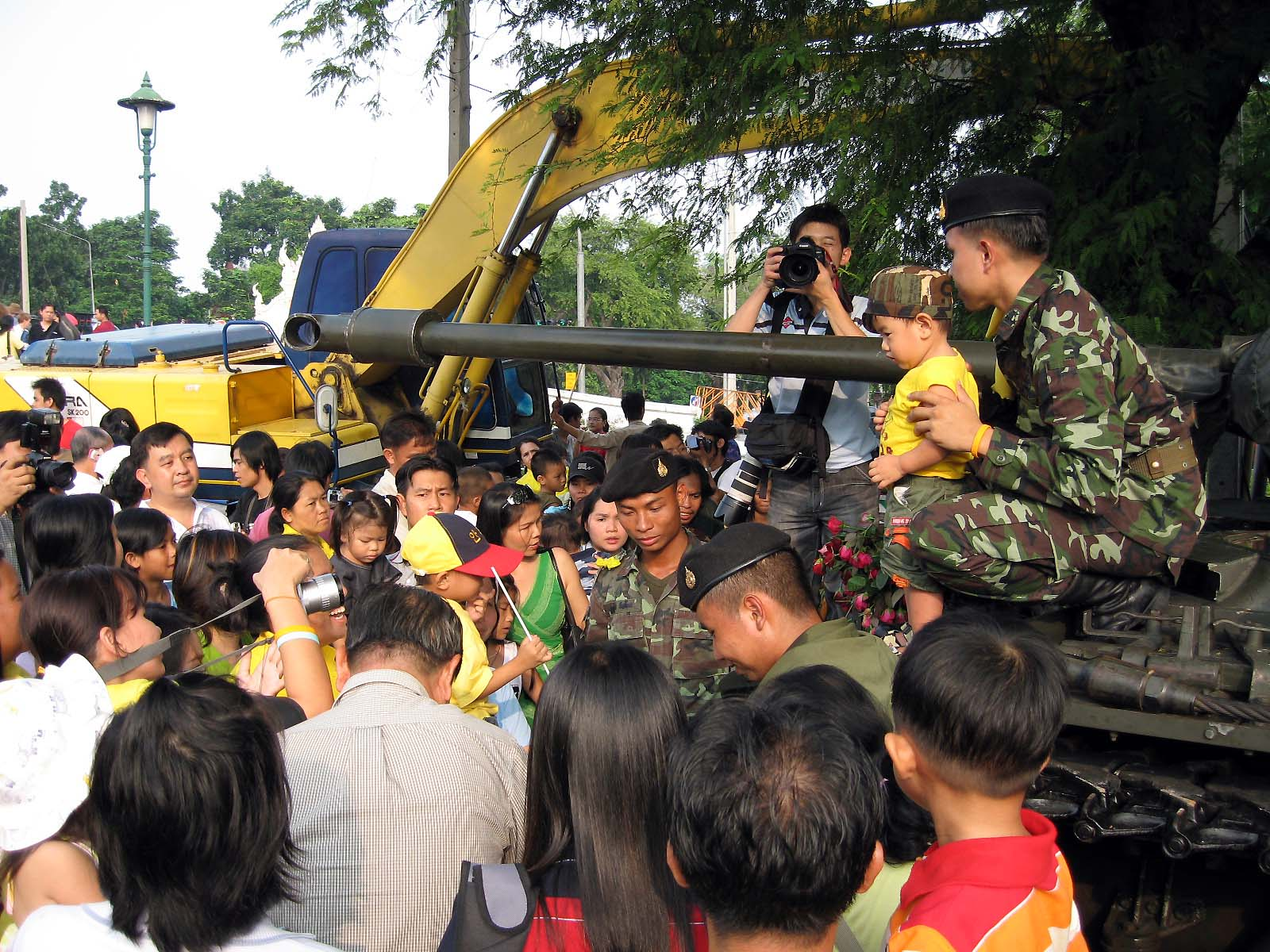
Grupos de ciudadanos mostrando su apoyo a los militares y fotografiándose junto a ellos.

Una encuesta elaborada el 20 de septiembre entre la población tailandesa arrojó un porcentaje de apoyo al golpe de Estado del 83,19% del total de 2.019 encuestados. Tres cuartas partes de los mismos confiaban en que la asonada fuera una oportunidad para la reforma política de las instituciones públicas. Solo el 5% del total de entrevistados condenaron el golpe. El sondeo fue publicado el 21 de septiembre por el Bangkok Post y destacaba que solo un 20,2% de la población consideraba que la situación social y política permanecería igual y un 4,7% que el golpe empeoraría el estado de cosas.
Muchos ciudadanos de Bangkok y las zonas limítrofes salieron a la calle desde el primer día para expresar su apoyo al Ejército. Incluso los carros de combate fueron en muchos casos decorados, y se entregaron a los soldados rosas amarillas, color símbolo de la Monarquía tailandesa. Los soldados fueron reclamados como atractivo turístico para posar en fotografías junto a adultos y niños. Alumnos de la Universidad de Rajamangala trataron de convencer a sus compañeros de las universidades de Thammasat y Chulalogkorn de que no se opusieran a los golpistas.
Un grupo civil autodenominado Campaña Popular por la Democracia, que coordinaba 32 organizaciones civiles, seis universidades y 169 Organizaciones No Gubernamentales, apoyaron el golpe. Algunos políticos como el senador Chatichai Choonhavan, hijo del depuesto primer ministro Chatichai Choonhavan en 1991 y miembros de la Alianza del Pueblo para la Democracia como Suriyasai Katasila también manifestaron su apoyo explícito. Surayud Chulanont dijo, el 27 de septiembre, que «el problema más importante [ahora] es construir la unidad en el país».

#### Protestas
- 20 de septiembre: Thanaphol Eiwsakul, editor de la revista Fah Diew Kan, que había sido censurada por las nuevas autoridades, realizó un llamamiento urgente a los ciudadanos para resistir frente a los golpistas ejercitando su derecho de protesta el día 21 al amparo del artículo 65 de la suspendida Constitución. También fueron detenidos varios activistas defensores de los derechos humanos que protestaron en los alrededores del Monumento a la Democracia en Bangkok.[43]

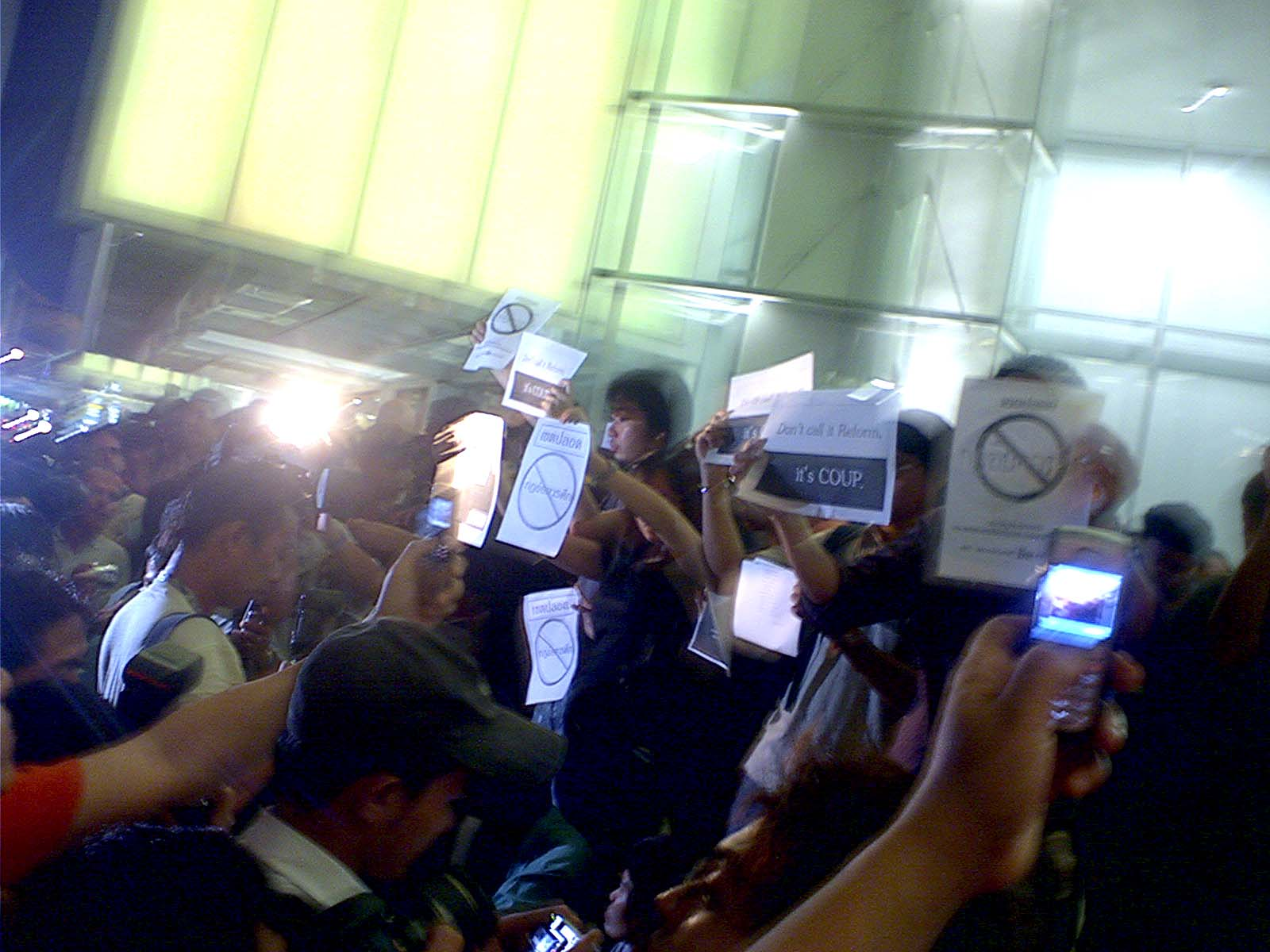
Manifestantes contrarios al golpe en el centro de Bangkok el 22 de septiembre.

El mismo día, el vicepresidente de la Unión de Estudiantes de la Universidad de Thammasat comunicó que estaba en contacto con agrupaciones de estudiantes de otras universidades para preparar una respuesta al golpe. El grupo de sátira política de la misma universidad mostró un gran cartel de protesta en el Rangsit Center de la capital.
- 22 de septiembre: la autodenominada Red 19 de septiembre contra el Golpe de Estado, un grupo de 80 activistas, protestó en un conocido centro comercial de Bangkok y algunos de sus miembros fueron muy críticos con la posición adoptada por la Comisión Nacional de Derechos Humanos de Tailandia, que no condenó expresamente el golpe.[45]

- 23 de septiembre: se produjo una concentración en Bangkok de ciudadanos convocados a través de Internet, y cuyo número no pasó, según la fuente más favorable, de 300 personas, algunas de ellas arrestadas. Entre los lemas que se podían leer en inglés se encontraba No a Thaksin, no al golpe y No llamarlo reforma, esto es un golpe. El profesor Ciencias Políticas Giles Ungpakorn, de la Universidad de Chulalongkorn indicó que «las medidas que adopten para intentar silenciar a la oposición, actuarán en detrimento de la junta militar».

- 24 de septiembre: la Red Civil para la Reforma Política y Social, condenó formalmente el golpe militar criticando el recorte de libertades al decir que «si no podemos reunirnos para hablar de política, tampoco será posible presentar recomendaciones políticas», en palabras de Saree Ongsomwang, líder del grupo.[46]

- 25 de septiembre: una veintena de académicos y activistas pro derechos humanos solicitaron a la junta militar la eliminación de algunas de las resoluciones de la misma que violaban derechos humanos básicos (derechos políticos, libertad de expresión, censura). Así mismo hicieron un llamamiento a la participación de todos en la redacción del nuevo texto constitucional.[47]

- 26 de septiembre: cuatro escuelas fueron incendiadas al oeste de Tailandia, en la provincia de Kamphaengphet, zona de influencia del Thai Rak Thai, en lo que las autoridades sospecharon podía ser un acto de resistencia de leales a Thaksin.[48]

- 27 y 28 de septiembre: se registraron protestas menores en la ciudad de Chiang Mai y en el interior de la Universidad de Chulalongkorn, donde se concentraron unas 100 personas en una conferencia política del profesor Prapas Pintobtaeng, que denunció los abusos del Ejército en las zonas rurales para acallar a los partidarios de Thaksin.[49]

##### Opiniones contrarias al golpe de la clase política y social

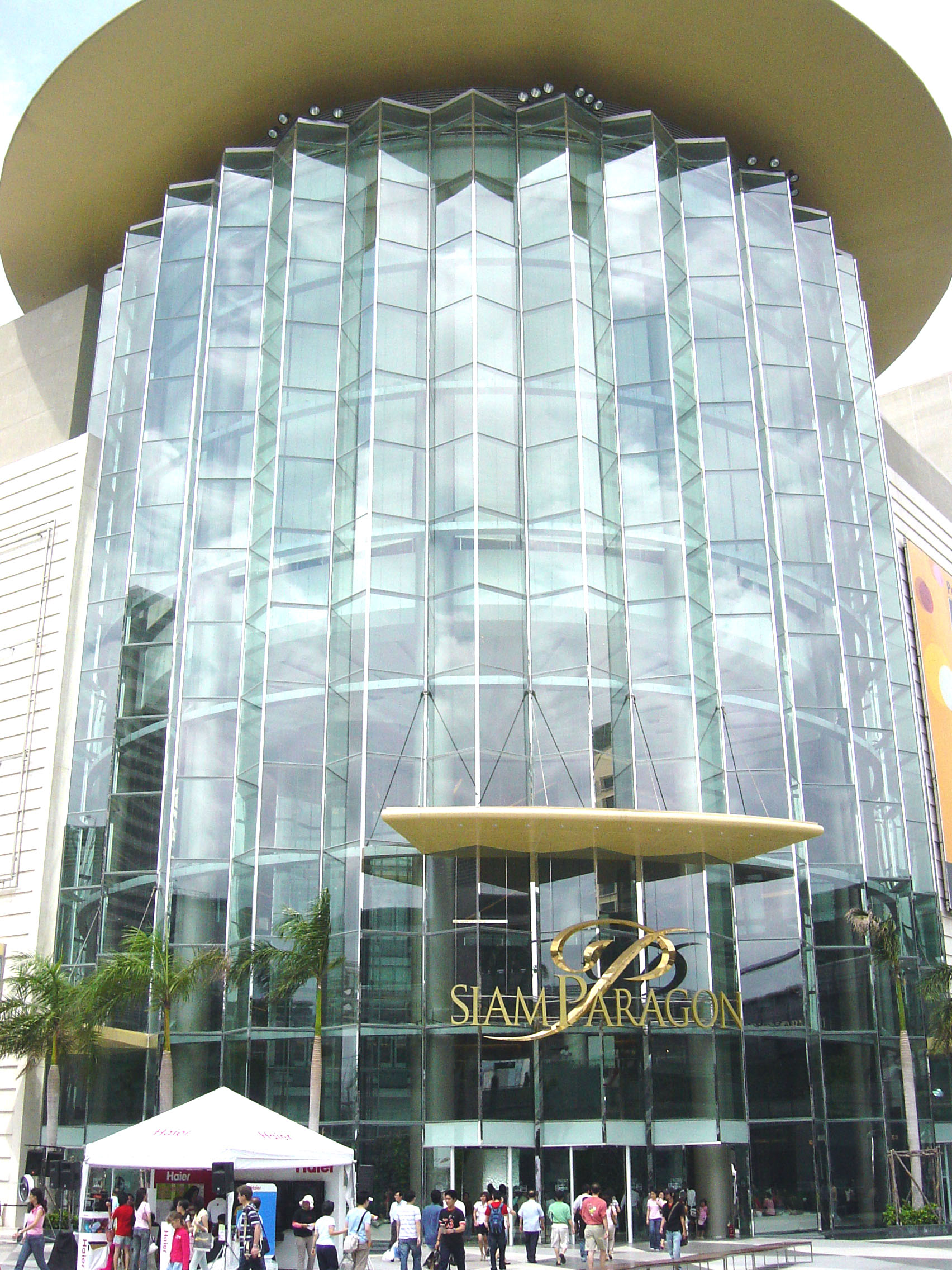
El nuevo centro comercial Siam Paragon. La terraza abierta que comunica los centros comerciales Siam Discovery y Siam Paragon fue lugar de algunas de las primeras protestas.

Entre influyentes tailandeses de la clase política y social se manifestaron posturas contrarias al golpe de Estado, aunque alguna de ellas matizada por la crisis previa del país.
Elex primer ministro, Chuan Leekpai, dijo que «como políticos, no podemos dar nuestro apoyo a ningún tipo de golpe, pero durante los pasados cinco años, el gobierno de Thaksin creó muchas de las condiciones que han forzado a los militares a dar el golpe. Thaksin ha sido el causante de la crisis en el país».
Anand Panyarachun, uno de los más respetados intelectuales,ex primer ministro, Director del Banco Comercial de Siam y que encabezó el comité redactor de la Constitución de 1997, fue parcialmente crítico con el golpe en una entrevista a la revista Far Eastern Economic manifestando que «se debe recordar que desde 1992 hemos tenido cuatro elecciones generales; trasferencias pacíficas de poder; gobiernos que han cumplido su mandato de cuatro años. Los militares en 1992 regresaron a los cuarteles y hasta hace algunos meses no habían existido especulaciones o rumores sobre un posible golpe de Estado. Las Fuerzas Armadas, particularmente el Ejército, habían vuelto a los cuarteles y se habían convertido en auténticos soldados profesionales. Así que para mí, lo que ha ocurrido, es extremadamente desafortunado. Espero que haya un nuevo gobierno civil, totalmente comprometido con algunas medidas reformadoras, incluyendo la revisión de la actual Constitución (la de 1997)».
Abhisit Vejjajiva, líder del Partido Demócrata de Tailandia, manifestó que no se podía dar apoyos a este tipo de soluciones al margen de la Constitución, pero que sin embargo se había hecho, pidiendo a la Junta Militar que levantase lo antes posible las restricciones a los derechos y libertades. Indicó también que no había necesidad de redactar una nueva Constitución, bastando reformar la de 1997 en un plazo mucho más breve de un año: seis meses.
Las dos asociaciones de periodistas más importantes, la Thai Journalists Association y la Broadcast Journalists Association no condenaron el golpe de Estado ni las restricciones impuestas a los medios de comunicación aunque reclamaron a la Junta Militar en un comunicado hecho público el 25 de septiembre que transfiriera el poder al pueblo tan pronto como fuera posible y advertía de la necesidad de que la nueva Constitución mantuviese los derechos y libertades previstos en la abolida.

### Situación del Gobierno depuesto
El depuesto primer ministro se encontraba en Londres tras abandonar precipitadamente Nueva York, donde había acudido para participar en la Asamblea General de Naciones Unidas junto al vice primer ministro Surakiart Sathirathai, quien promovía su candidatura para Secretario General de Naciones Unidas. Este último permaneció en Estados Unidos. Aunque en un primer momento se creyó que la esposa de Thaksin había escapado el día del golpe para refugiarse en Singapur, más tarde se supo que ella y su hijo menor se encontraban en Tailandia y que partieron para Londres el 25 de septiembre.
De los restantes miembros del gabinete, el Ministro de Defensa, Thamarak Isarangura, de quien se aseguró que había salido del país, fue uno de los detenidos junto a Chitchai Wannasathit, ex primer ministro y el Secretario General de la Oficina del primer ministro, con rango de Viceministro, Prommin Lertsuridej.
Somkid Jatusripitak, ministro de Comercio, se encontraba en París pero regresó a Tailandia el día 21. En Francia se encontraba también Kantathi Suphamongkhon, ministro de Asuntos Exteriores, que se desplazó después a Londres. El ministro de Finanzas Thanong Bidaya se encontraba en Singapur en la reunión anual del FMI y el Banco Mundial. El ministro de Agricultura, Sudarat Keyuraphan, huyó a París con su familia y el ministro del Interior, Kongsak Wantana, lo hizo a Alemania también con sus familiares.
El ministro de Industria, Suriya Jungrungreangkit y el ministro Watana Muangsook se informó que podrían estar en Tailandia en lugar desconocido.
La cúpula militar ordenó la búsqueda de Newin Chidchob, ex-viceministro de Agricultura, y Yongyuth Tipairat, exministro de Recursos Naturales que se presentaron ante las autoridades militares el día 21 y fueron retenidos en el Alto Mando. En el caso de Chidchob, la Junta Militar sospechaba la posibilidad de que organizara una marcha hacia Bangkok desde las zonas rurales del noreste, partidarias de Thaksin, contra sus oponentes políticos.
El 1 de octubre, con la aprobación de la nueva Constitución y el nombramiento del primer ministro interino, el Consejo para la Reforma Democrática liberó a Chitchai Wannasathit, Newin Chidchob, Yongyuth Tipairat y Prommin Lertsuridej, sin que se tuvieran noticias sobre el destino del único ministro que quedaba arrestado, Thamarak Isarangura.
Las sedes del Partido Thai Rak Thai fueron cerradas y se informó que algunos miembros de su ejecutiva habían huido a Alemania. Otros solicitaron autorización al General Sonthi para poder visitar al depuesto Chitchai Wannasathit mientras se encontraba detenido en instalaciones militares.

### Limitaciones políticas, censura de prensa y comunicaciones

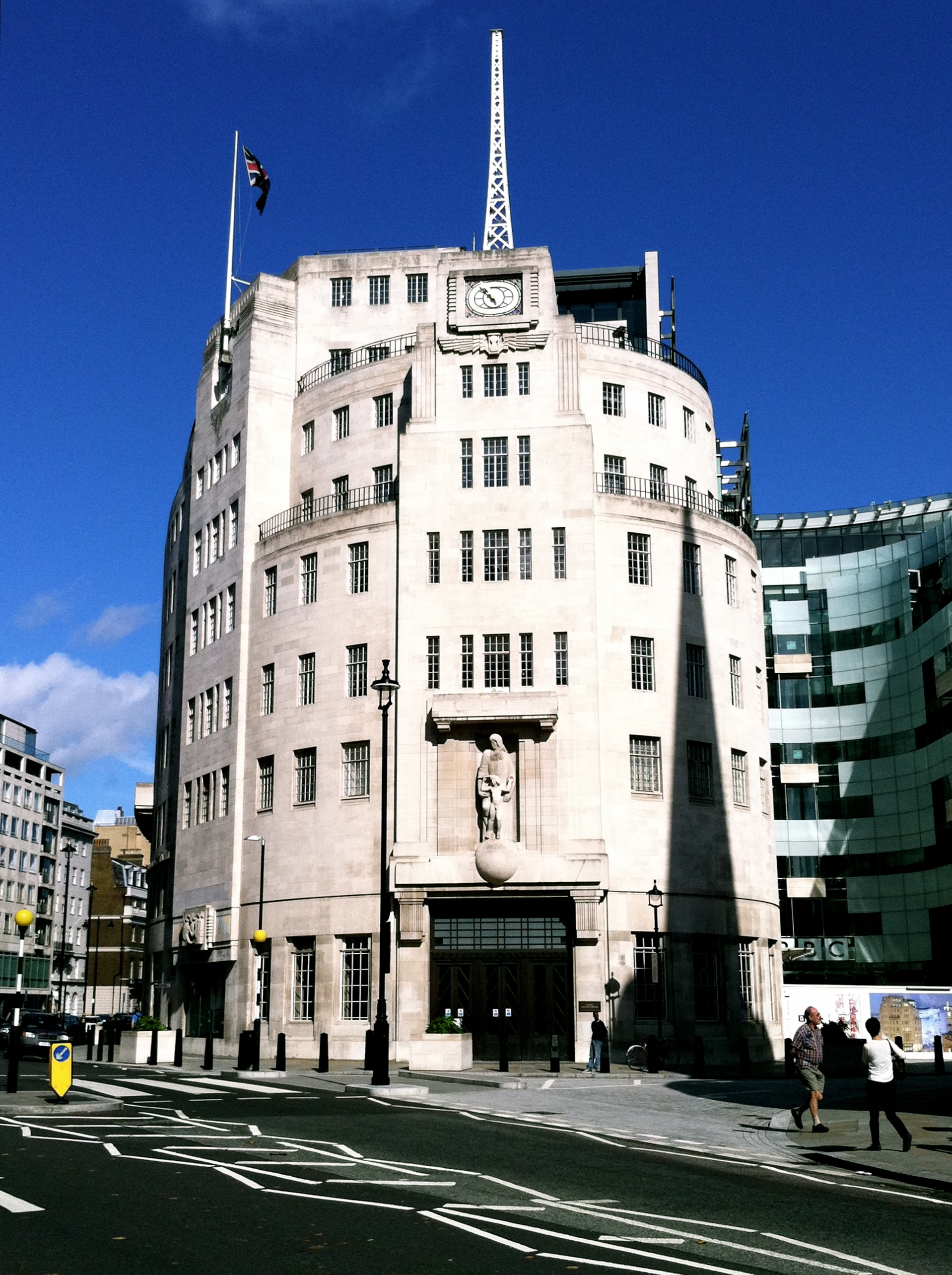
Broadcasting House, estudio de BBC World Service. Las emisiones de la BBC en inglés para Asia fueron intervenidas en varias ocasiones desde la madrugada del 19 al 20 de septiembre.

El 21 de septiembre el Consejo para la Reforma Democrática prohibió todas las actividades políticas, incluidas las reuniones de los partidos legalmente constituidos. El Consejo informó que «los grupos políticos actuales no serán disueltos, pero no pueden llevar a cabo actividad alguna hasta nuevas instrucciones». También ordenó a los medios de comunicación local cumplir las nuevas directrices para la restricción de la información. Entre estas se incluía la censura de los comentarios y opiniones.

«Para asegurar que la monarquía constitucional esté funcionando después de que las reformas hayan sido terminadas, el Consejo para la Reforma Democrática bajo la Monarquía Constitucional ha ordenado a los partidos políticos detener todas las reuniones y actividades políticas»

La junta amplió después las limitaciones de las actividades políticas dictadas los primeros días a todas las provincias y municipios.
Las autoridades militares debieron reiterar «a los responsables de los medios de comunicación su obligación de cumplir las nuevas normas, la infracción puede ser el cierre». Se anunció el día 21 que la Junta Militar bloquearía la emisión de los canales de televisión y cortaría la señal a las radios que «difundan mala información y rumores». La censura estuvo centrada en los medios audiovisuales tailandeses e internacionales, como BBC y CNN, cuyas imágenes fueron bloqueadas en varias ocasiones desde el día 19.
Los servicios técnicos del Ministerio de Información comunicaron que las restricciones alcanzaban a la difusión de mensajes SMS en televisión o llamadas en directo a la radio. Los webmaster fueron obligados a cerrar las páginas de Internet de contenido político durante doce días bajo amenaza de clausura permanente. Tras el bloqueo militar de los medios de comunicación, blogs como Bangkok Pundit narraron con detalle los acontecimientos que afectaban a todo el país. En Flickr varios usuarios colocaron fotografías con escenas de las horas anteriores y posteriores al golpe y en YouTube aparecieron algunos vídeos en los que se veían las calles de Bangkok tomadas por los militares.
Palanggoon Klaharn, portavoz de los golpistas, manifestó que se «actuará preventivamente» contra la prensa extranjera que cubre la situación en Tailandia por la desinformación de los periodistas no tailandeses que insultaban a la monarquía del país», sin especificar cuáles eran esos insultos.

### Depuración del Ejército
Los sublevados iniciaron desde los primeros momentos un proceso de depuración de miembros del Ejército vinculados al anterior primer ministro. La medida afectó a varios Tenientes Generales y Generales y altos jefes de la policía, incluidos todos aquellos que fueron compañeros de armas de Thaksin. Los traslados afectaron a la jefatura de dos divisiones y a la casi totalidad de la organización de la Policía de Bangkok. Oficialmente, la disposición que legalizó el proceso entró en vigor el día 1 de octubre y afectó a un total de 612 Jefes y Oficiales.

### Tailandia bajo gobierno de la Junta Militar
La Junta Militar fue nombrada de manera oficial y mediante decreto real como gobierno provisional a partir del 22 de septiembre. En ese momento el Consejo para la Reforma Democrática anunció que mantenía el propósito de redactar una nueva Constitución que eliminase los vacíos legales que, a su juicio, era imprescindible subsanar para que los futuros gobernantes fuesen más responsables; sostuvo el carácter democrático del país, la suspensión de las elecciones previstas para octubre de 2006 que serían celebradas en octubre de 2007 así como que en dos semanas se nombraría un primer ministro civil interino.
El nombramiento oficial y la composición del Consejo para la Reforma Democrática en calidad de gobierno interino fue transmitido por todos los medios de comunicación del país al tiempo que se ofrecía en televisión la imagen del general Sonthi postrándose ante un retrato del monarca, acompañado de todos los integrantes del Consejo en traje de gala. El 1 de octubre se hizo público el nombramiento del primer ministro interino, Surayud Chulanont, y el texto constitucional que regiría en el país hasta la redacción de uno definitivo. En el articulado se estableció una amnistía ante cualquier acusación posterior contra los militares golpistas y que alcanzaba a todas las acciones, medidas y órdenes dictadas desde el 19 de septiembre. Esta protección frente a futuras acciones judiciales fue denunciada como ilegal por la Comisión Asiática de Derechos Humanos, instando al Colegio de Abogados y a los jueces, en especial a la Corte Suprema, a perseguir a los implicados por sus acciones y a declarar como no válida -y no aplicar- la nueva Constitución interina, salvaguardando el principio de independencia y separación de poderes.

#### Futuro gobierno
La Junta Militar, que había tenido contactos con el Rey de manera informal el mismo día 19, se reunió de forma oficial el 22 de septiembre al objeto de proponer al monarca un conjunto de posibles candidatos entre los que debería elegirse el primer ministro de transición. Entre los medios de comunicación se barajaron distintos nombres, de los que destacaban el general Surayud Chulanont, miembro del Consejo Privado del Rey, el gobernador del Banco Nacional de Tailandia, Pridiyathorn Devakula, Supachai Panitchpakdi, ex director general de la Organización Mundial del Comercio y secretario general de la UNCTAD, Charnchai Likhitchittha, el expresidente del Senado, Meechai Richuphand y el presidente de la Corte Suprema, Akkharathorn Chularat.
Sobre el futuro de la Junta Militar, el general Sonthi declaró el 26 de septiembre que «es necesario conservar el Consejo [Militar] a fin de que no haya carencias en el Ejecutivo» aunque se elija un nuevo primer ministro y su función sería la de un Consejo Nacional de Seguridad.
El 1 de octubre el Consejo para la Reforma Democrática comunicó oficialmente la elección del general retirado, Surayud Chulanont, como nuevo primer ministro interino durante un año hasta que se celebrasen elecciones en octubre de 2007. El general Sonthi, declaró «que el pasado día 28 fui a su casa y dediqué media hora para convencerle a que acepte el cargo mientras el país se encuentra en crisis». Con el nuevo texto constitucional aprobado, la Junta Militar se convirtió en Consejo de Seguridad Nacional con amplias facultades de control sobre el poder ejecutivo, legislativo y judicial.

#### Investigación por corrupción
La Junta Militar resolvió la creación de un comité especial anticorrupción formado por nueve miembros que investigaría los posibles delitos financieros del anterior primer ministro Thaksin. El que fuera el primer Presidente de la nueva Comisión Contra la Corrupción Nacional, Parnthep Klanarongran, manifestó que «cualquier grave daño que haya sido cometido contra el país deberá ser investigado. Si alguien cometió un delito, deberá ser juzgado». Otras fuentes cercanas a la Junta señalaron que «hay pruebas suficientes para creer que (los miembros del anterior gobierno) abusaron de su poder para cosechar ventajas para su beneficio personal, y causaron un serio daño al país. El Consejo, por lo tanto, ordena que (la comisión) investigue su desempeño y los proyectos que fueron aprobados o atribuidos por el gabinete», siendo emitida parte de la nota en un comunicado televisado a todo el país. La Comisión fue investida de potestad para confiscar las propiedades de las que fueran titulares los miembros del anterior gobierno y sus familiares y que pudieran haber sido adquiridas de forma ilícita.
 Antes del relevo al gobierno interino se fijó de manera definitiva como Presidente al juez retirado de la Corte Suprema de Tailandia, Nam Yimyaem.
El mismo día se dio a conocer por Europa Press, según fuentes anónimas de la compañía aérea Thai Airways, que Thaksin, cuando organizó su gira internacional que empezaba con una visita a Finlandia días antes del golpe, pudo haberse llevado parte de su fortuna al extranjero en dos aviones que partieron de Bangkok los días 9 y 10 de septiembre con 114 maletas, arcones y bultos.

#### Atentados en Bangkok
La Nochevieja de 2006 y el 1 de enero de 2007 se sucedieron una serie de atentados en Bangkok. Cuatro explosiones casi simultáneas en diferentes partes de la ciudad a las 6:00 p. m. hora local (11:00 UTC), seguidas de muchas más explosiones en el intervalo de 90 minutos. Tras la medianoche se produjeron otras dos explosiones. En la mañana de 1 de enero se había certificado la muerte de 3 personas y 38 personas habían resultado heridas.
Las autoridades atribuyeron las acciones a personas y organizaciones vinculadas al anterior gobierno depuesto, en vez de a la insurgencia del sur, aunque Thaksin Shinawatra y miembros del Thai Rak Thai lo negaron. Días después las autoridades se retractaron de las acusaciones contra el depuesto gobierno.

## Reacciones internacionales
El Secretario General de Naciones Unidas, Kofi Annan manifestó en las primeras horas que «como ha dicho la Unión Africana, por ejemplo, no apoyamos a aquellos que llegan al poder a punta de pistola. No tengo todos los detalles, pero lo que ha ocurrido no es una práctica que tengamos que alentar» En un comunicado oficial el 24 de septiembre, se indicó que «el secretario general está siguiendo los acontecimientos de Tailandia con preocupación después del derrocamiento del Gobierno electo ... (y exigía) un retorno inmediato a normalidad civil y democrática». El 25 de septiembre la Alta Comisionada de las Naciones Unidas para Derechos Humanos, Louise Arbour, consideró que «varios decretos presentados por el Consejo para la Reforma Democrática bajo la Monarquía Constitucional restringen los derechos humanos básicos, como los de la libertad de reunión, opinión y expresión, así como los relacionados con las detenciones y arrestos arbitrarios», e instó a las autoridades militares a garantizar dichos derechos.

### América
Canadá. Un comunicado de prensa del ministro de Relaciones Exteriores canadiense, Peter McKay, afirmó que «Canadá está muy preocupada por este episodio. Exhortamos a hallar una solución pacífica a esta crisis, conforme a la Constitución Tailandesa. El país había hecho significativos progresos en términos del respeto por los derechos humanos y del imperio de la Ley, y Canadá invita a todos los partidos a seguir manteniendo estos valores».
Comunidad Andina. Los cancilleres de los países miembros de la Comunidad Andina, reunidos en la sede de las Naciones Unidas en Nueva York, condenaron el golpe de Estado e hicieron un llamamiento para el rápido restablecimiento de la democracia. «Los Gobiernos de Bolivia, Colombia, Ecuador y Perú, Miembros de la Comunidad Andina, expresan su condena por la interrupción de la institucionalidad democrática en el Reino de Tailandia... Los países miembros de la Comunidad Andina hacen un llamado para que en el más breve plazo se acuda a la vía constitucional para el pronto restablecimiento de la democracia en el Reino de Tailandia».
Costa Rica. El ministro de Economía de Costa Rica, Guillermo Zúñiga, deploró que hubiese gente que creyera que «este tipo de métodos (los golpes de Estado) sean la solución a los problemas».
Estados Unidos. El Departamento de Estado de los Estados Unidos comunicó que estaban observando la evolución de la situación y que esperaban que el pueblo tailandés resolviera de forma pacífica la crisis institucional y las diferencias políticas conforme a los métodos democráticos y el respeto al Estado de Derecho. Posteriormente la condena fue más dura al manifestar que «no hay justificación para un golpe militar en Tailandia o en cualquier otro lugar», al tiempo que se apremiaba para la celebración de elecciones democráticas. Por su parte, el Secretario de Prensa de la Casa Blanca, Tony Snow, manifestó el desacuerdo del Gobierno de los Estados Unidos con el golpe y ponía en duda la viabilidad de un Tratado de Libre Comercio de no restablecerse la democracia. Sobre las restricciones de derechos políticos dijo que «mientras avanzamos y contemplamos nuevas elecciones en Tailandia, eso quiere decir también que tiene que haber una participación irrestricta de todos los partidos políticos y de los medios en la vida democrática del país». El 28 de septiembre el Gobierno estadounidense adoptó la decisión de congelar las ayudas militares —24 millones de dólares— que recibía Tailandia «hasta que no haya un gobierno democráticamente elegido». El portavoz del Departamento de Estado afirmó que tan pronto hubiera asumido el poder un gobierno elegido democráticamente, el gobierno de Estados Unidos levantaría las sanciones.

### Asia
China. La agencia oficial de noticias de China, Xinhua, dio a conocer el parecer del Gobierno chino a través de un portavoz del Ministerio de Relaciones Exteriores que calificó como «asuntos internos» el golpe de Estado y no valoró la situación siguiendo la política de «no injerencia».
Corea del Sur. Un portavoz surcoreano dijo que esperaba que Tailandia restaurase la paz rápidamente acudiendo a los procedimientos legales, mientras que el primer ministro malayo expresó su desazón por el golpe. Dijo también que esperaba que muy pronto el país volviese a ser gobernado por un gobierno democráticamente elegido.
Hong Kong. Ambrose Lee, Secretario de Seguridad de Hong Kong, siguiendo las líneas del Gobierno chino, manifestó el 20 de septiembre que los residentes de Hong Kong en Tailandia debían adoptar precauciones respecto de sus propiedades y su seguridad personal. El Departamento de Seguridad recordó a quienes viajasen a aquel país que debían mantenerse informados de los últimos acontecimientos, y dijo que su gobierno se mantendría alerta acerca de la situación.
India. Nueva Delhi publicó una declaración ordenando a todos los ciudadanos indios que se presentasen ante la Embajada india en Bangkok. El ministro de Asuntos Exteriores condenó todo acto que amenazase a la democracia y expresó su esperanza de que hubiera una transición pacífica del poder desde los militares a los representantes electos en el último comicios.
Indonesia. El Gobierno de Indonesia dijo —a través de su portavoz ministerial Desra Percaya—, que el país «espera que los principios de la democracia se mantengan, y espera además que la crisis política tailandesa se pueda resolver de manera amigable y democrática en interés del pueblo tailandés».
Filipinas. Gloria Macapagal-Arroyo, Presidenta de Filipinas, afirmó, junto con numerosos legisladores, que estaban muy preocupados. Además, dijo, confiaban en la lealtad de las Fuerzas Armadas Filipinas. La Presidenta se encontraba en ese momento en la sede de Naciones Unidas en Nueva York.
Japón. El Ministerio de Relaciones Exteriores nipón dijo que el golpe militar es algo lamentable y exigió los máximos esfuerzos para restaurar lo antes posible el sistema democrático.
Malasia. El primer ministro, Abdullah Ahmad Badawi expresó que «este [golpe] no era el camino para un cambio de gobierno». El ministro de Asuntos Exteriores, Syed Hamid Albar, añadió que «un cambio de gobierno a través de un golpe militar no es una solución aceptable».
Singapur. El ministro de Relaciones Exteriores declaró que su país «desea que las partes involucradas lleguen a una solución positiva, esperando que la situación vuelva a la normalidad lo antes posible».

### Europa
Unión Europea. La Unión Europea, a través del primer ministro finlandés, presidente de turno de la Unión, Matti Vanhanen, pidió la restitución del orden democrático «sin demora». El día 21, en un comunicado, la Unión expresaba que «Tailandia ha vivido varios años sin ningún conflicto político importante. La Presidencia desea que pueda volver pronto al orden democrático». El 24 de septiembre se reunieron en Bangkok los embajadores de los 25 miembros de la Unión acreditados en Tailandia para evaluar la situación y efectuar las recomendaciones que considerasen oportunas a sus respectivos gobiernos.
Dinamarca. El canciller de Dinamarca, Per Stig Møller, denunció el golpe, llamándolo «episodio de república bananera», en el cual los militares asaltan el poder mientras el primer ministro se encuentra ausente del país. El Gobierno tiene mucho apoyo fuera de Bangkok, por lo que esperamos a ver qué pasa cuando el gobernante regrese. Solo espero que esto no termine en un hecho de violencia, y que se restablezca la democracia».
Noruega. El ministro Jonas Gahr Støre expresó que «las Fuerzas Armadas deben dar un paso al costado para permitir que regrese el gobierno electo democráticamente». Esperaba «que la situación se resuelva por la vía de la paz y que el país retorne al orden democrático lo más pronto posible».
Países Bajos. El portavoz del Ministerio de Asuntos Exteriores neerlandés, Herman van Gelderen, dijo que estaba muy preocupado pero que no podía opinar con autoridad debido a la falta de información.
Reino Unido. La Ministra británica, Margaret Beckett, dijo que «nunca estamos contentos con los intentos militares de avasallar a los gobiernos, si es eso lo que está sucediendo. Pero esperamos con ansiedad que haya paz y que la situación se arregle de manera pacífica». Una portavoz de la cancillería agregó que había elecciones previstas para octubre y noviembre, y «estamos intentando averiguar si se realizarán o no. Obviamente, esperamos que sí».
Rusia. Serguéi Lavrov, titular del Ministerio Exterior ruso, hizo notar que «mi opinión es que todos debieran trabajar para fortalecer el régimen constitucional en ese país».
Suecia. El ministro de Asuntos Exteriores de Suecia, Jan Eliasson, —que fue Presidente de las Asamblea General de la Naciones Unidas—, declaró «que estaba muy preocupado por las noticias que le llegaban desde Bangkok. La situación todavía no está clara, pero es imperativo que las diferencias políticas se resuelvan dentro del marco constitucional, pacíficamente y de acuerdo con los principios democráticos y el respeto por los derechos humanos».

### Oceanía
Australia. El ministro australiano, Alexander Downer, dijo que «queremos ver un retorno al imperio democrático. Ver a un gobierno derrocado de este modo representa una gravísima preocupación para nosotros. Esperamos que se lleven a cabo las elecciones de fin de año, más allá de que nos preocupa que los militares hayan tomado el poder». El Partido Laborista de su país indicó, a través de su portavoz, Kevin Rudd, que el golpe debía ser inequívocamente condenado, agregando que «la manera de resolver este tipo de problemas es echar mano a los mecanismos democráticos y constitucionales. Un golpe de Estado es un ataque directo a la democracia misma, y la región no puede permanecer inerte, dejando este tipo de actos sin condenar».
Nueva Zelanda. Helen Clark, primera ministra de Nueva Zelanda se sumó a la condena contra la asonada, «como a cualquier otro proceso que intente derrocar a un gobierno mediante actos antidemocráticos e inconstitucionales». Dijo además que Nueva Zelanda exigía a las partes políticas y militares involucradas que resolvieran sus diferencias por la vía de la paz y de acuerdo con la constitución tailandesa y los principios democráticos.

## Reacciones de organizaciones defensoras de derechos humanos
Contrarios al golpe se mostraron distintos grupos y activistas defensores de los derechos humanos, y en concreto la Comisión Asiática de Derechos Humanos, argumentando que la suspensión de la vigencia de la Constitución y sus derechos
no era forma de solventar la situación creada por el anterior primer ministro. En términos parecidos se mostró desde Nueva York Human Rights Watch: «suspender los derechos constitucionales no es la respuesta. Tailandia necesita solventar sus problemas a través del respeto a la ley y al ejercicio por los ciudadanos del derecho a cambiar sus propios líderes» dijo el delegado para Asia de la organización.
Amnistía Internacional expresó el día 21 de septiembre su «especial preocupación» por la adopción de medidas como la ley marcial, la prohibición de las reuniones políticas, la anulación de la Constitución y las restricciones al acceso a Internet y la censura de prensa, reclamando que las autoridades militares cumplieran con los tratados internacionales que Tailandia tenía firmados sobre derechos humanos y las normas de derecho internacional sobre la materia.

«Nadie debe ser castigado por el ejercicio pacífico de los derechos a la libertad de expresión, de asociación y de reunión.... Toda persona detenida bajo custodia militar debe ser acusada formalmente de un delito común reconocible en un plazo razonable o puesta en libertad»

## Impacto económico

### Agencias de riesgos
Las agencias de medición de riesgos que fijan las calificaciones de los Estados y las compañías internacionales adoptaron diversas medidas. Las tres entidades de mayor prestigio se posicionaron públicamente en las 24 horas siguientes al golpe.
Fitch colocó en lo que se denomina bajo observación negativa el riesgo del país para la emisión de impagos BBB+ de divisa extranjera y A de la divisa nacional de Tailandia a causa del golpe de Estado.
Standard & Poor's Rating Service calificó bajo observación los valores BBB+, A, A1 y A2, lo que reflejaba la posibilidad de un sustancial deterioro de la situación política. Sin embargo, los analistas de la empresa indicaron que una rápida vuelta a la normalidad y estabilidad permitiría mantener la calificación previa al 19 de septiembre.
Moody's Investors Service por su parte manifestó que la situación financiera del país y su posición para afrontar los pagos al exterior podían estar provisionalmente afectados, pero no modificó ninguna de las ratios para Tailandia.

### Mercados de valores y divisas extranjeros
El baht, la moneda local, cayó en los mercados de divisas a lo largo del día 20 en lo que supuso la mayor pérdida en tres años, a pesar de que no hubo cambio de moneda en Tailandia debido a la declaración de día festivo por las nuevas autoridades.
La Bolsa de Tokio, siguiendo a otros mercados financieros asiáticos, cayó un 0,98% en el índice Nikkei y un 1,37% en el indicador Topix, los niveles más bajos desde la segunda semana de agosto, debido a la incertidumbre tras el golpe de Estado, refugiándose el dinero en bonos públicos.
La Bolsa de Nueva York sufrió un fuerte impacto las primeras horas, aunque finalmente cerró con pérdidas del 0,60% en el índice NASDAQ, menores de las previstas en las primeras horas. El día 21 recuperó las cotizaciones.
El conjunto de los mercados financieros asiáticos finalizó la primera semana tras el golpe de Estado con pérdidas en las plazas más importantes: Tokio, Seúl, Singapur y Bangkok. De entre aquellas que operaban un mayor volumen de acciones, solo Hong Kong no tuvo pérdidas, aunque la situación no solo se atribuyó a la inestabilidad política en Tailandia, sino también a la posible desaceleración del mercado estadounidense.

### Evolución general de la economía tailandesa

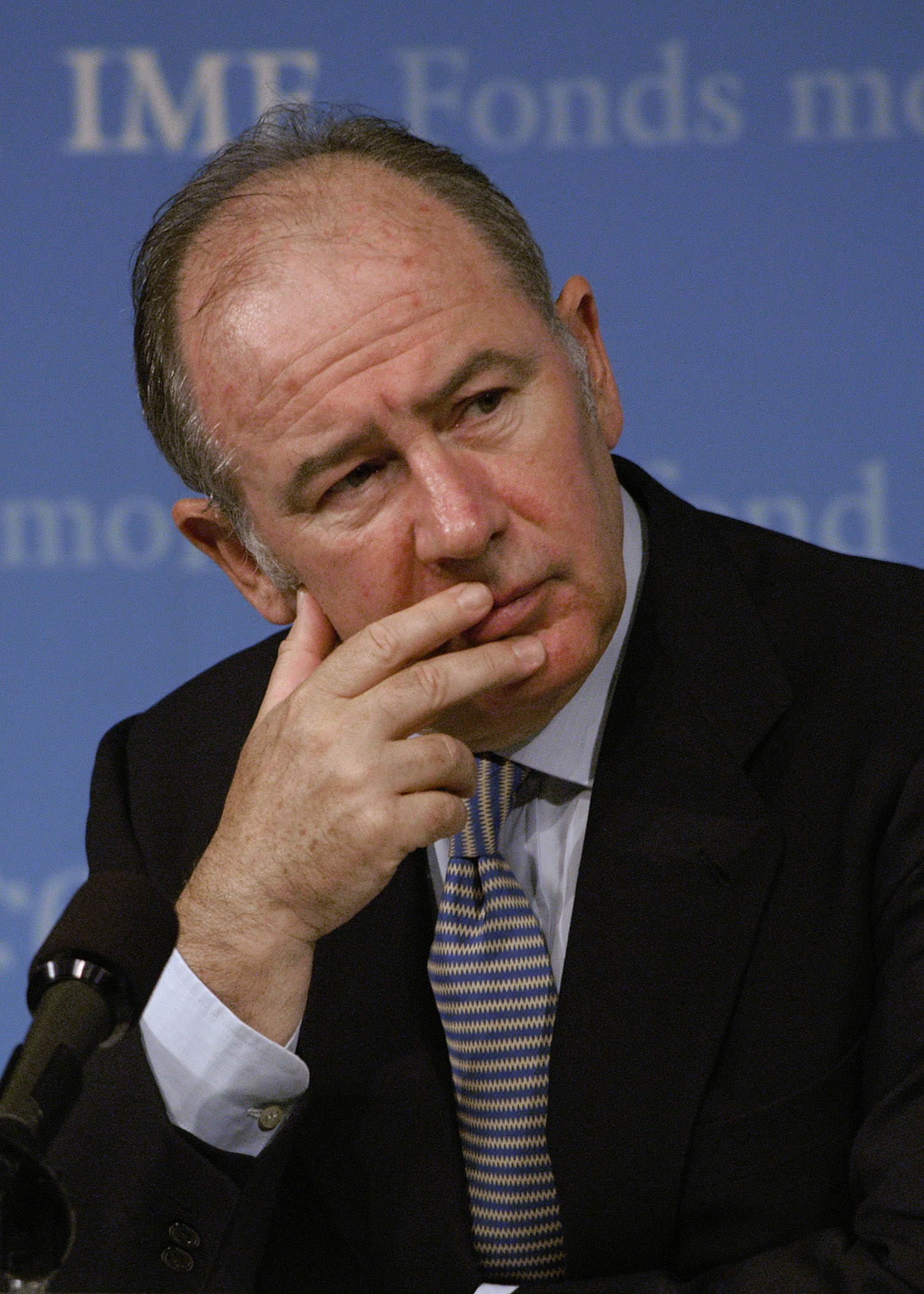
Rodrigo Rato, Director del Fondo Monetario Internacional, mostró desde Singapur una moderada preocupación sobre el impacto del golpe de Estado en la economía de la zona.

La Bolsa de valores de Tailandia abrió la sesión del día 21 de septiembre con fuertes pérdidas que alcanzaron el 4,2%, aunque poco después se redujeron a la mitad. Al cierre de la jornada la bajada solo supuso un 1,4%. El indicador SET de la bolsa tailandesa descendió de nuevo un 0,29% al inicio de la sesión del lunes, 25 de septiembre, para cerrar al final del día con una subida de un 0,74%, lo que constituyó el primer repunte de la bolsa tailandesa desde el golpe de Estado Durante el golpe de Estado de febrero de 1991, el índice de la bolsa tailandesa bajó un 7,3% el primer día llegando al 24% dos meses más tarde.
Según las previsiones anunciadas por el Banco Central de Tailandia el día 24 de septiembre, la economía del país disminuiría su crecimiento en el cuarto trimestre del año a causa de la incertidumbre provocada por el golpe de Estado. También se preveía un alto grado de volatilidad de la moneda local a corto plazo. No obstante, los distintos informes públicos y privados consideraron que en 2007 se produciría una recuperación. La Comisión Económica y Social para Asia Pacífico (UNESCAP), agencia de la ONU, hizo una estimación de crecimiento del 4,7% para el país en 2007 si se mantenía la estabilidad política, según informe hecho público el 29 de septiembre.
El Gobierno de Estados Unidos amenazó con no proseguir la firma del Tratado de Libre Comercio con Tailandia y que había sido fruto de un acuerdo entre el presidente de Estados Unidos, George W. Bush y el primer ministro Thaksin durante una visita del primero al país el 19 de octubre de 2003.
La economía de Tailandia mantiene un producto interior bruto de 180.000 millones de dólares, del que el sector servicios representa el 46% del total. Tailandia creció un 5,5% en el primer semestre de 2006. Morgan Stanley rebajó la previsión de crecimiento al 2,4% para el segundo semestre como consecuencia del golpe, y Citigroup al 2,9%.

### Organismos internacionales
El FMI a través de su Director, Rodrigo Rato, manifestó el día del golpe que «ciertamente hasta ahora no hemos visto ninguna consecuencia financiera» durante la reunión que celebraba en Singapur con motivo de la asamblea general anual conjunta que celebraban este órgano y el Banco Mundial. El día 20 reiteró «que las economías de Asia son resistentes a los impactos externos, pues en los últimos años han fortalecido sus marcos macroeconómicos, aumentado la flexibilidad de su tipo de cambio y reduciendo la vulnerabilidad externa» y que la economía tailandesa tiene una «base robusta». En la misma reunión, Daniel Kaufman, del Banco Mundial, sí que señaló que el último informe de la entidad sobre las prácticas de buen gobierno de hace siete días alertaban sobre el elevado riesgo político en Tailandia, país que aparecía a la cola en cuanto a estabilidad política con 29 puntos en una escala de 100 frente a otros competidores de la zona asiática como Singapur que tenía 84 puntos o Malasia con 62.